# Charles H. Voorhis

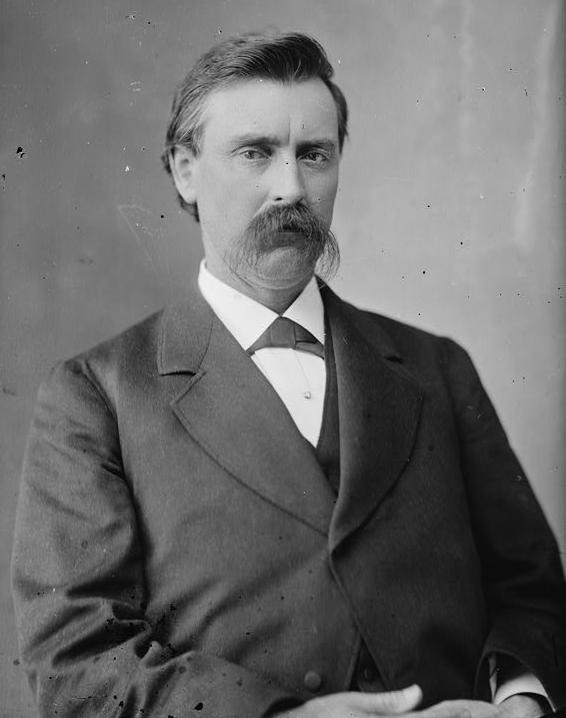
Charles H. Voorhis, 1850

Charles Henry Voorhis (* 13. März 1833 im Bergen County, New Jersey; † 15. April 1896 in Jersey City, New Jersey) war ein US-amerikanischer Politiker. Zwischen 1879 und 1881 vertrat er den Bundesstaat New Jersey im US-Repräsentantenhaus.

## Werdegang
Charles H. Voorhis besuchte die öffentlichen Schulen seiner Heimat und danach bis 1853 das Rutgers College in New Brunswick. Nach einem anschließenden Jurastudium und seiner 1856 erfolgten Zulassung als Rechtsanwalt begann er in Jersey City in diesem Beruf zu arbeiten. Gleichzeitig schlug er als Mitglied der damals neu gegründeten Republikanischen Partei eine politische Laufbahn ein. Im Juni 1864 war er Delegierter zur Republican National Convention in Baltimore, auf der Präsident Abraham Lincoln zur Wiederwahl nominiert wurde. In den Jahren 1868 und 1869 fungierte Voorhis als Vorsitzender Richter am Bezirksgericht im Bergen County. In Hackensack war er im Jahr 1869 einer der Gründer einer Kommission zur Verbesserung der Infrastruktur. Er war auch an der Gründung der Hackensack Academy beteiligt. 1873 leitete er die Wasserkommission in Hackensack, die er ebenfalls ins Leben gerufen hatte. Außerdem wurde er im Bankgewerbe tätig.
Bei den Kongresswahlen des Jahres 1878 wurde Voorhis im fünften Wahlbezirk von New Jersey in das US-Repräsentantenhaus in Washington, D.C. gewählt, wo er am 4. März 1879 die Nachfolge von Augustus W. Cutler antrat. Da er im Jahr 1880 auf eine erneute Kandidatur verzichtete, konnte er bis zum 3. März 1881 nur eine Legislaturperiode im Kongress absolvieren. Nach dem Ende seiner Zeit im US-Repräsentantenhaus nahm Charles Voorhis seine früheren Tätigkeiten wieder auf. Er starb am 15. April 1896 in Jersey City und wurde in Hackensack beigesetzt.